# پوشش پیشوند
دنباله‌کاوی یکی از مسائل مهم و با استفاده‌های گسترده در داده‌کاوی است.
دنباله‌کاوی به این دلیل مسئله دشواری است که برای آن نیاز داریم تعداد زیادی زیردنباله تولید کنیم و آن‌ها را آزمایش کنیم.
تعداد زیادی از الگوریتم‌های دنباله‌کاوی مانند الگوریتم آپریوری از یک روش ساخت کاندید و آزمایش استفاده می‌کنند اما این روش برای پایگاه‌داده‌های شامل الگوهای متعدد یا زیاد مناسب و بهینه نیست.
پوشش پیشوند(به انگلیسی: prefixspan) یک الگوریتم بهینه برای انجام دنباله‌کاوی است.
پوشش پیشوند یک الگوریتم تصویر محور است که از روش گسترش الگو استفاده می‌کند.
در این الگوریتم بصورت بازگشتی یک پایگاه‌داده به تعدادی پایگاه‌داده تصویرشده کوچکتر تبدیل می‌شود و الگوها برای هر پایگاه‌داده گسترش می‌یابند و برای هر کدام از پایگاه‌داده‌های کوچکتر الگوهای پرتکرار پیدا می‌شوند.

## صورت مسئله
{\displaystyle I=\{i_{1},i_{2},\cdots ,i_{n}\}}
مجموعه آیتم‌ها است. یک مجموعه‌آیتم زیرمجموعه‌ای از مجموعه
{\displaystyle I}
است.
دنباله یک دنباله از مجموعه‌آیتم‌ها مانند {\displaystyle <s_{1},\cdots ,s_{j}>} است که هرکدام از {\displaystyle s_{i}}ها یک مجموعه‌آیتم هستند.
به هرکدام از {\displaystyle s_{i}}ها یک عضو از دنباله می‌گوییم که به‌صورت {\displaystyle (x_{1},\cdots ,x_{m})} است که هرکدام از {\displaystyle x_{i}}ها یک آیتم هستند.
به دنباله {\displaystyle \alpha =<a_{1},\cdots ,a_{n}>} زیردنباله‌ای از {\displaystyle \beta =<b_{1},\cdots ,b_{m}>} می‌گوییم اگر
{\displaystyle 1\leq j_{1}<\cdots <j_{n}\leq m} موجود باشد که برای هر {\displaystyle 1\leq i\leq n} مجموعه‌آیتم {\displaystyle a_{i}} زیرمجموعه‌ای از
{\displaystyle b_{j_{i}}} باشد و آنرا با علامت {\displaystyle \alpha \sqsubseteq \beta } نشان می‌دهیم.
اگر S مجموعه‌ای از دنباله‌ها باشد تعریف می‌کنیم:
{\displaystyle Support_{S}(\alpha )=|\{x|x\in S\land \alpha \sqsubseteq x\}|}
دنباله‌کاوی عددی به عنوان minSupport و مجموعه‌ای مانند S از دنباله‌ها دریافت می‌کند و همه دنباله‌های {\displaystyle \alpha } را می‌یابد که:
{\displaystyle Support_{S}(\alpha )\geq minSupport}

### مثال
اگر minSupport برابر ۲ باشد و اعضای S بترتیب {\displaystyle <(a)(abc)(ac)(d)(cf)>} و {\displaystyle <(ad)(c)(bc)(ae)>} و
{\displaystyle <(ef)(ab)(df)(c)(b)>} باشد.
دنباله {\displaystyle <(a)(abc)(ac)(d)(cf)>} شامل پنج عضو (a) و (abc) و (ac) و (d) و (cf) است که هرکدام یک مجموعه‌آیتم هستند.
در اینصورت {\displaystyle <(ab)(c)>} یک دنباله جواب است چون زیردنباله‌ای از دنباله‌های اول و سوم S است.

## الگوریتم

### پیشوند و تصویر و پسوند
در ابتدا فرض می‌کنیم همه آیتم‌های آیتم‌مجموعه‌ها بصورت مرتب شده هستند.
به دنباله {\displaystyle \beta =<e_{1},\cdots ,e_{m}>} یک پیشوند از دنباله {\displaystyle \alpha =<i_{1},\cdots ,i_{n}>} می‌گوییم اگر برای هر
{\displaystyle j\leq m-1} داشته باشیم {\displaystyle i_{j}=e_{j}} و {\displaystyle e_{m}\subseteq i_{m}} و همچنین آیتم‌های
{\displaystyle i_{m}-e_{m}} همگی بصورت الفبایی بعد از آیتم‌های {\displaystyle e_{m}} باشند.
اگر {\displaystyle \beta } زیردنباله‌ای از {\displaystyle \alpha } باشد تصویر {\displaystyle \alpha } با پیشوند {\displaystyle \beta } زیردنباله
{\displaystyle \alpha '} از {\displaystyle \alpha } با شرایط زیر است:
1. {\displaystyle \beta } پیشوندی از {\displaystyle \alpha '} باشد.
2. {\displaystyle \alpha '} بیشینه باشد. یعنی هیچ {\displaystyle \alpha '\sqsubseteq \alpha ''\sqsubseteq \alpha ,\alpha '\neq \alpha ''} موجود نباشد که {\displaystyle \beta } پیشوندی از {\displaystyle \alpha ''} باشد.

اگر {\displaystyle \beta =<e_{1},\cdots ,e_{m-1},e'_{m}>} پیشوندی از {\displaystyle \alpha =<e_{1},\cdots ,e_{n}>} باشد به دنباله
{\displaystyle \gamma =<e''_{m},e_{m+1},\cdots ,e_{n}>} پسوند {\displaystyle \alpha } نسبت به {\displaystyle \beta } می‌گوییم که
{\displaystyle e''_{m}=e_{m}-e'_{m}}.
به عنوان مثال {\displaystyle (a)(a)} پیشوندی از {\displaystyle (a)(abc)} است و پسوند مربوط به آن {\displaystyle (-bc)} است.

### صورت الگوریتم
الگوریتم از این گذاره استفاده می‌کند که اگر {\displaystyle \{x_{1},\cdots ,x_{n}\}} الگوهای پرتکرار با طول i باشند الگوهای به طول i + 1 را می‌توان به n دسته تقسیم کرد که اعضای دسته jام همگی دارای پیشوند {\displaystyle x_{j}} باشند.
با استفاده از گزاره قبل الگوریتم از سه مرحله تشکیل شده‌است:
1. پیدا کردن همه الگوهای پرتکرار که طول آنها j است (آنهارا {\displaystyle x_{1},\dots ,x_{m}} بنامید).
2. تقسیم فضای مسئله از این طریق که همه دنباله‌هایی که {\displaystyle x_{i}} زیردنباله‌ای از آن‌ها است را به {\displaystyle x_{i}} منتسب می‌کنیم.
3. برای هر دنباله {\displaystyle x_{i}} پایگاه‌داده تصویر شده را ایجاد می‌کنیم و بصورت بازگشتی به یافتن الگوهای پرتکرار می‌گردیم. لازم است ذکر شود پایگاه‌داده تصویر شده از تصویر {\displaystyle x_{i}} روی همه دنباله‌های منتسب شده به {\displaystyle x_{i}} بدست می‌آید.[۴]

### شبه کد
```
Algorithm
 (PrefixSpan) Prefix-projected sequential pattern mining

Input
: Database S, min_support

Output
: The complete set of sequential petterns

Method
: call PrefixSpan(<>, 0, S)
 
Subroutine
 PrefixSpan(

  

    

      

        
α

        
,

        
l

        
,

        
S

        

          

            
|

          

          

            
α

          

        

      

    

    
{\displaystyle \alpha ,l,S|_{\alpha }}

  

)
 The parameters are
 1. 

  

    

      

        
α

      

    

    
{\displaystyle \alpha }

  

 is sequential pattern
 2. l is length of 

  

    

      

        
α

      

    

    
{\displaystyle \alpha }

  

 3. 

  

    

      

        
S

        

          

            
|

          

          

            
α

          

        

      

    

    
{\displaystyle S|_{\alpha }}

  

 is 

  

    

      

        
α

      

    

    
{\displaystyle \alpha }

  

-projected database if 

  

    

      

        
α

        
≠
<>

      

    

    
{\displaystyle \alpha \neq <>}

  

, otherwise, is the sequence database S
 
Method
 :
 1. Scan 

  

    

      

        
S

        

          

            
|

          

          

            
α

          

        

      

    

    
{\displaystyle S|_{\alpha }}

  

 once, find each frequent item, b, such that b can be assembled to the last element of 

  

    

      

        
α

      

    

    
{\displaystyle \alpha }

  

 to form a sequential
 pattern.
 2. For each frequent item b, append it to 

  

    

      

        
α

      

    

    
{\displaystyle \alpha }

  

 to form a sequential pattern 

  

    

      

        

          
α

          
′

        

      

    

    
{\displaystyle \alpha '}

  

, and output 

  

    

      

        

          
α

          
′

        

      

    

    
{\displaystyle \alpha '}

  

.
 3. For each 

  

    

      

        

          
α

          
′

        

      

    

    
{\displaystyle \alpha '}

  

, construct 

  

    

      

        

          
α

          
′

        

      

    

    
{\displaystyle \alpha '}

  

-projected database 

  

    

      

        
S

        

          

            
|

          

          

            

              
α

              
′

            

          

        

      

    

    
{\displaystyle S|_{\alpha '}}

  

, and call PrefixSpan(

  

    

      

        

          
α

          
′

        

        
,

        
l

        
+

        
1

        
,

        
S

        

          

            
|

          

          

            

              
α

              
′

            

          

        

      

    

    
{\displaystyle \alpha ',l+1,S|_{\alpha '}}

  

).
```

### مثال
فرض کنید مجموعه دنباله‌ها بصورت زیر باشد:
{\displaystyle S=\{<(a)(abc)(d)>,<(ad)(c)(bc),<(e)(g)(af)>\}}
و مقدار min_support برابر ۲ باشد.
ابتدا دنباله‌های پرتکرار با طول ۱ را می‌یابیم که بوضوح با در نظر گرفتن تکرار آیتم‌ها ۴ دنباله {\displaystyle <(a)>,<(b)>,<(c)>,<(d)>} قابل قبول هستند. حال باید پایگاه‌داده تصویرشده {\displaystyle <(a)>} را پیدا کنیم که چون {\displaystyle <(a)>} زیردنباله‌ای از سه دنباله هست پایگاه‌داده بصورت زیر می‌شود.
{\displaystyle S|_{\alpha }=\{<(abc)(d)>,<(-d)(c)(bc)>,<(-f)>\}}
حال با در نظر گرفتن آیتم‌هایی که حداقل دوبار در {\displaystyle S|_{\alpha }} تکرار شده‌اند در این مرحله دو دنباله به طول دو {\displaystyle <(a)(b)>,<(a)(c)>} پیدا می‌شود. با ادامه انجام این روند همه الگوهای پرتکرار یافت می‌شوند:
frequent_patterns = {\displaystyle \{<(a)>,<(b)>,<(c)>,<(d)>,<(a)(b)>,<(a)(c)>,<(a)(bc)>,<(bc)>\}}

## بهبود دهی
اگر اندازه پایگاه داده های ساخته‌شده کوچک شود به افزایش کارایی الگوریتم کمک می‌کند. به این منظور هنگام ساخت هر پایگاه‌داده تصویری از یک هرس داده‌ها با استفاده از بررسی‌های الگوریتم آپریوری استفاده می‌کنیم. به این روش تصویر دولایه(bi level projection) می‌گویند.
آزمایش‌ها نشان داده‌است که بیشتر هزینه این الگوریتم صرف ساخت پایگاه‌داده‌ها می‌شود و اگر اندازه پایگاه داده بزرگ باشد لازم است تعداد زیادی پایگاه‌داده تصویری تولید شود که هزینه زیادی دارد. به این منظور بجای ساخت فیزیکی پایگاه‌داده‌ها برای هر دنباله یک شماره در نظر می‌گیریم و در هر پایگاه‌داده تنها شماره دنباله‌ها و اندیس مکان شروع پسوند را نگه می‌داریم که باعث افزایش کارایی الگوریتم می‌شود.به این روش شبه تصویر(pseudo projction) می‌گویند. 